# Álvaro XIV van Kongo

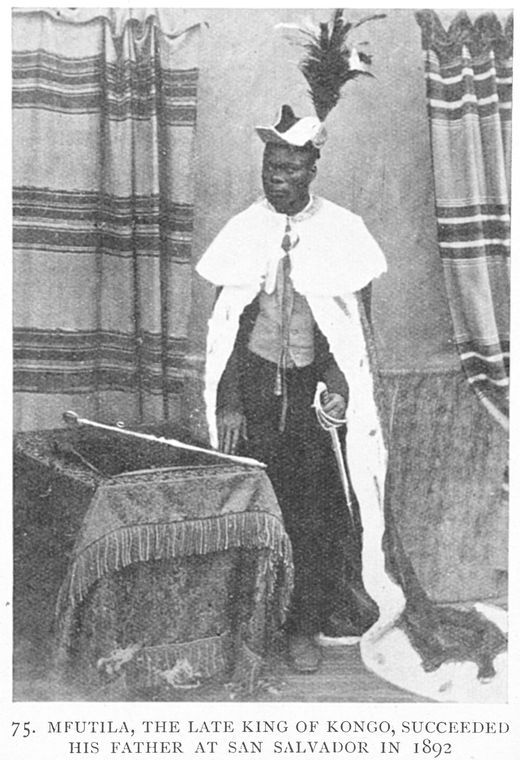
Álvaro XIV van Kongo

Álvaro XIV van Kongo, ook bekend als Água Rosada, was heerser van het Koninkrijk Kongo van 1891 tot 1896. Zijn vader ondertekende in 1888 het vazalschap van Kongo, waardoor het koninkrijk officieel een vazalstaat van Portugal werd.

## Familie
Álvaro XIV was de zoon van Pedro V van Kongo, de broer van Álvaro XIII en de zoon van Henrique II. Henrique II had zijn land verdeeld tussen zijn twee zonen, Álvaro en Pedro. Uiteindelijk ruilden ze hun gebieden, en op 7 augustus 1859 kreeg Pedro het koninkrijk Kongo. In 1888 ondertekende Pedro een verdrag waarin Kongo onder Portugees bestuur werd geplaatst.
Na de dood van Pedro in februari 1891 besteeg Álvaro XIV de troon van Kongo. In 1892 werd hij gecanoniseerd als Álvaro XIV. Hij overleed in 1896 en werd opgevolgd door zijn zoon, Pedro VI van Kongo.